# 1950 en droit
Cet article présente les faits marquants de l'année 1950 en droit.

## Événements

### Novembre
- 23 novembre: En France, une loi fit du vol à main armée un crime capital[1],[2],[3].

### Décembre
- 30 décembre : constitution en Gold Coast introduisant un système ministériel.